# Нагорна Людмила Леонідівна
Людмила Леонідівна Нагорна (29 квітня 1958, м. Львів) — українська сценографка, художниця театрального й сценічного костюма, педагог. Заслужений художник України (2008). Член Національної спілки художників України (1989), Національної спілки театральних діячів України.

## Життєпис
Народилась 29 квітня 1958 р. в м. Львів.
1985 р. закінчила театральне відділення Київського художнього інституту (викладачі Д. Лідер, І. Биченкова).
Відтоді — художник-постановник, а з 1992 р.— головний художник Київського муніципального академічного театру опери та балету для дітей та юнацтва. Авторка сценографії та костюмів для понад 40 оперних, балетних, музично-драматичних вистав і концертних програм цього театру. Співпрацювала також з Національним академічним драматичним театром імені Івана Франка, Київським національним академічним Молодим театром, Миколаївським академічним українським театром драми та музичної комедії, Чернівецьким академічним музично-драматичним театром імені Ольги Кобилянської, Одеським національним театром опери і балету, Національною оперою України. Львівським національним академічним театром опери та балету імені Соломії Крушельницької.
Багато років займається педагогічною діяльністю: очолює кафедру сценографії та екранних мистецтв Національної академії образотворчого мистецтва й архітектури України, викладачка Київської театральної школи-студії.
Учасниця всеукраїнських та міжнародних художніх виставок від 1985. Персональні — у Києві (1986, 1998, 2002), м. Марибор (Словенія, 1993).

## Творчість
Працює в галузі декоративно-прикладного мистецтва (художній текстиль), сценографії.
Оформила вистави у Київському театрі опери та балету для дітей та юнацтва: балети — «Червоні вітрила» В. Юровського, «Пригоди у Смарагдовому місті» О. Яковчука, «Весна священна» І. Стравинського (усі — 1986), «Демон» О. Костіна, «Лускунчик» П. Чайковського (обидва —1993), «Спартак» А. Хачатуряна (2006); мюзикли — «Таємничі викрадення» П. Петрова-Омельчука (1988), «Як козаки змія приборкували» (2001), «Зачарований чумак» (2009) І. Поклада, «Пригоди Гекльберрі Фінна» Ж. та Л. Колодубів (2015), «Жив собі пес…» В. Назарова (2017); опери — «Івасик Телесик» К. Стеценка (1987), «Золоторогий олень» О. Костіна (1993), «Пастка для відьми» І. Щербакова (1997), «Ріґолетто» (1999), «Травіата» (2011) Дж. Верді, «Історія Кая та Герди» С. Баневича (2006), «Ніч перед Різдвом» М. Римського-Корсакова (2009), «Бастьєн і Бастьєнна» В.-А. Моцарта (2016), «Богема» Дж. Пуччіні (2017), «Король Дроздобород» Ю. Шевченка (2018); Одеському театрі опери та балету: «Любовний напій» Ґ. Доніцетті (2016); Національному драматичному театрі імені І. Франка: «Трагедокомедія о воскресенії мертвих» Г. Кониського (2002), «Каїн» Дж. Байрона (2003).
Авторка ескізів костюмів до вистав: «Наталка Полтавка» І. Котляревського (2005), «Кайдашева сім'я» І. Нечуя-Левицького (2007), «У неділю рано зілля копала» за О. Кобилянською (2009; усі — Національний драматичний театр імені І. Франка), «Московіада» Ю. Андруховича (2006), «Четверта сестра» Я. Гловацького (2007; обидві — Київський Молодий театр), «Енеїда» за І. Котляревським (2006; Миколаївський український театр драми та музичної комедії); «Запорожець за Дунаєм» С. Гулака-Артемовського (2023; Львівська національна опера).
2013 р. створила костюми до вистави «Страсті за Тарасом» на музику композитора Є. Станковича, присвяченої 200-річчю від дня народження Т. Шевченка, прем′єра якої відбулася на сцені Національної опери України.

## Відзнаки
- Заслужений художник України (2008).
- Мистецька премія імені Д. Лідера (2015).